# Kattarp
Kattarp è una delle aree urbane di Helsingborg, nella contea della Scania, in Svezia con 733 abitanti (2017).